# Deutsche Richterakademie

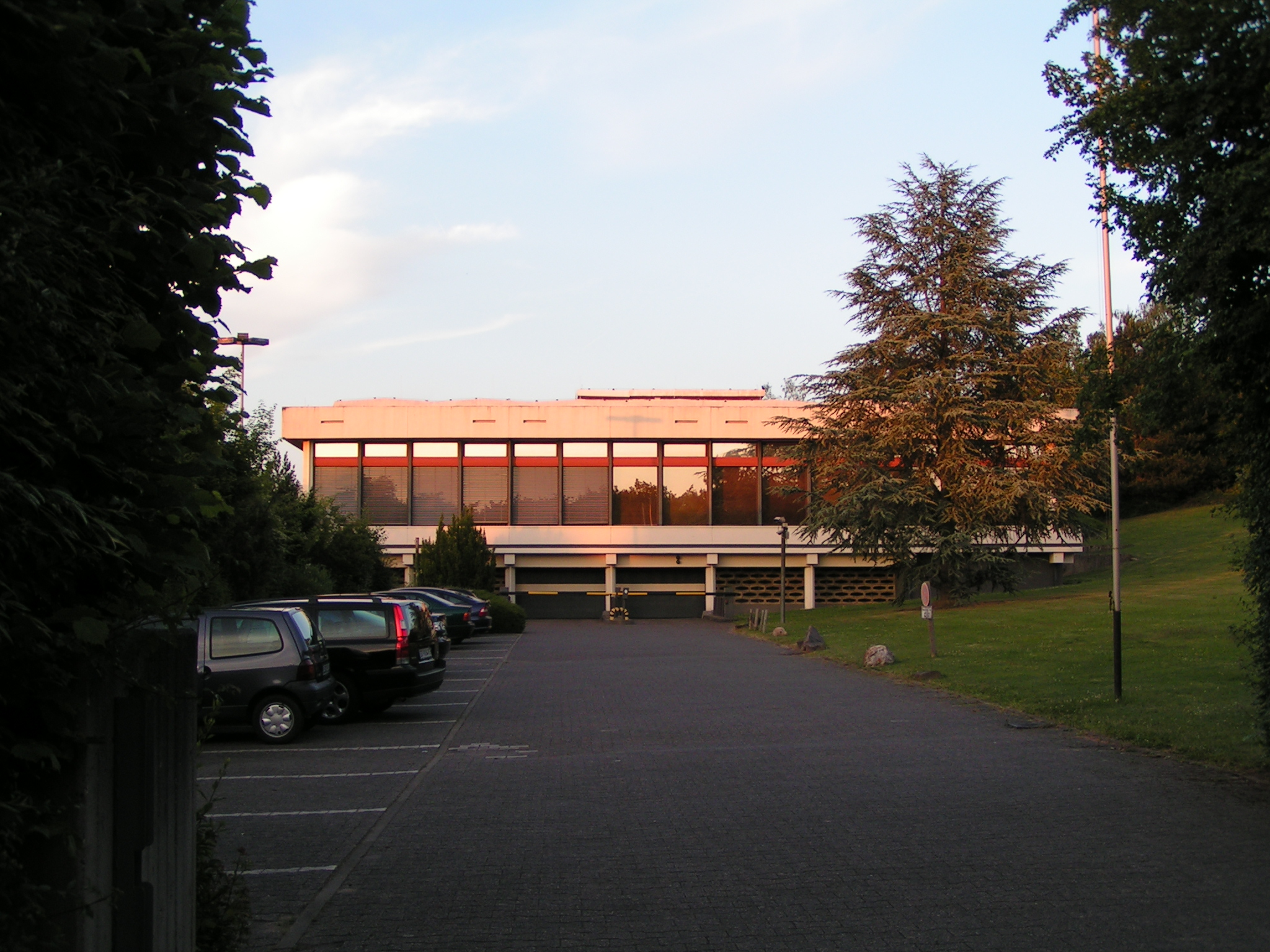
Gebäude der Deutschen Richterakademie in Trier

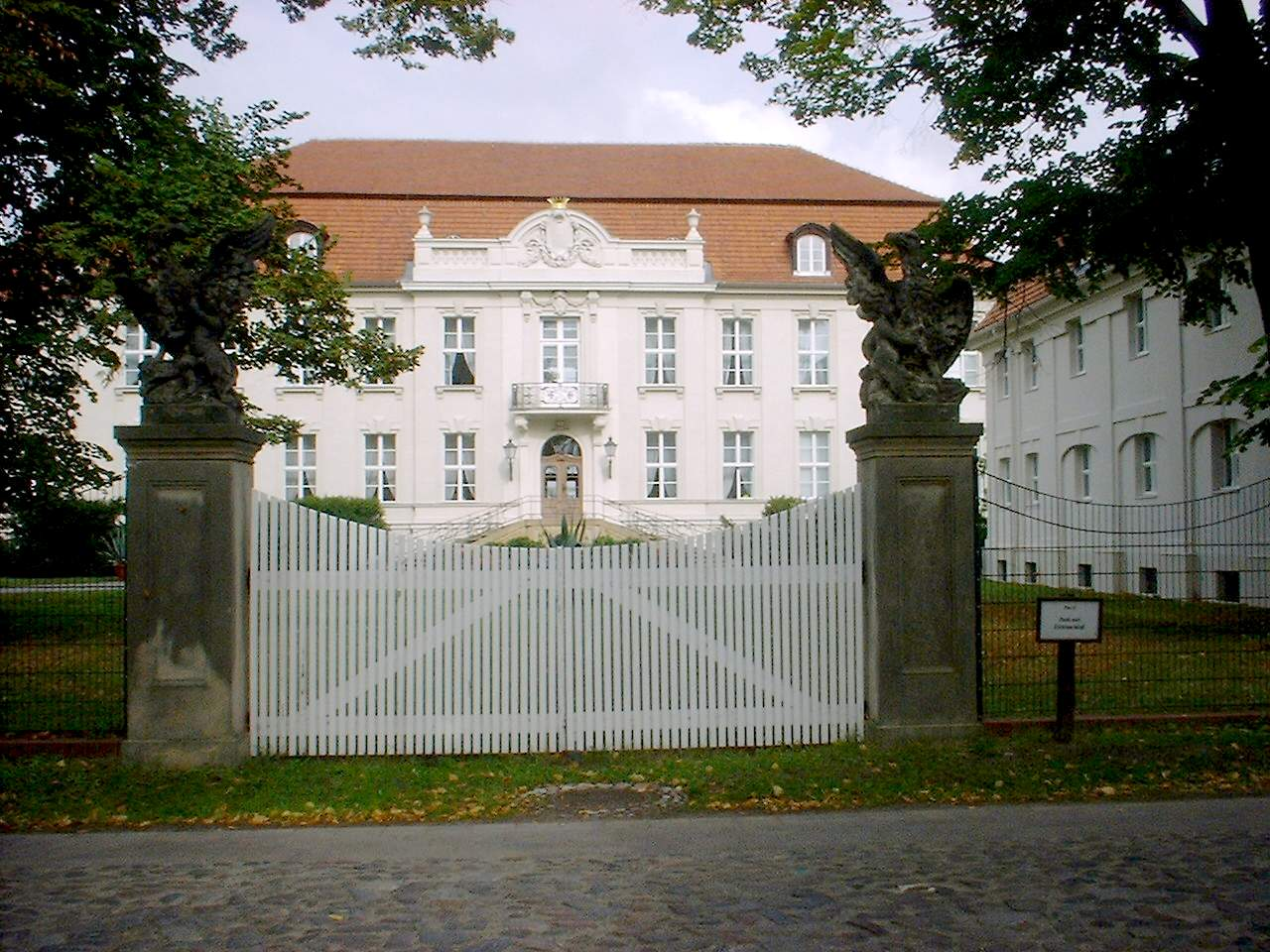
Zietenschloss (Tagungsstätte in Wustrau)

Die Deutsche Richterakademie dient der überregionalen Fortbildung von Richtern und Staatsanwälten. Sie wurde 1967 bei der 35. Justizministerkonferenz von Bund und Ländern ins Leben gerufen. Diese tragen aufgrund einer Verwaltungsvereinbarung gemeinsam die Richterakademie.
Nach Provisorien an wechselnden Seminarorten erhielt die Deutsche Richterakademie eine eigene Tagungsstätte in Trier. Die Entscheidung hierzu fiel 1970. Das Gebäude wurde 1971 errichtet. Im Februar 1973 wurde die Richterakademie eröffnet und die ersten Tagungen fanden statt. Ein zweites Haus wurde 1993 in Wustrau eröffnet, ca. 70 km nordwestlich von Berlin gelegen.
Die Veranstaltungen wenden sich ausschließlich an Richter und Staatsanwälte. Die Anmeldung erfolgt über die Justizverwaltungen. Ausländische Berufsträger können als Teilnehmer zugelassen werden.
Die Deutsche Richterakademie bietet jährlich etwa 150 Veranstaltungen an.

## Abbildungen
Tagungsstätte Trier

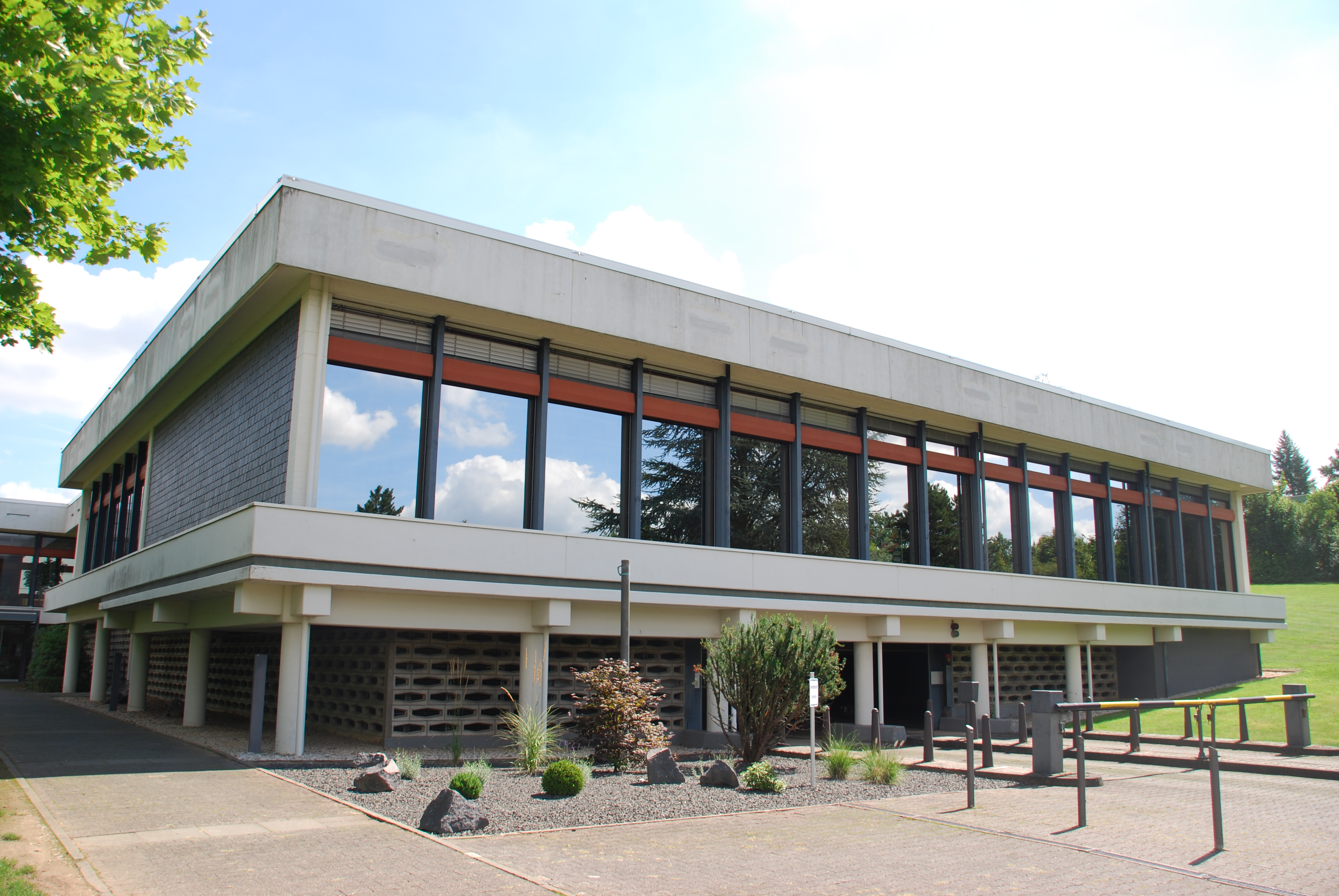
Die Tagungsräume
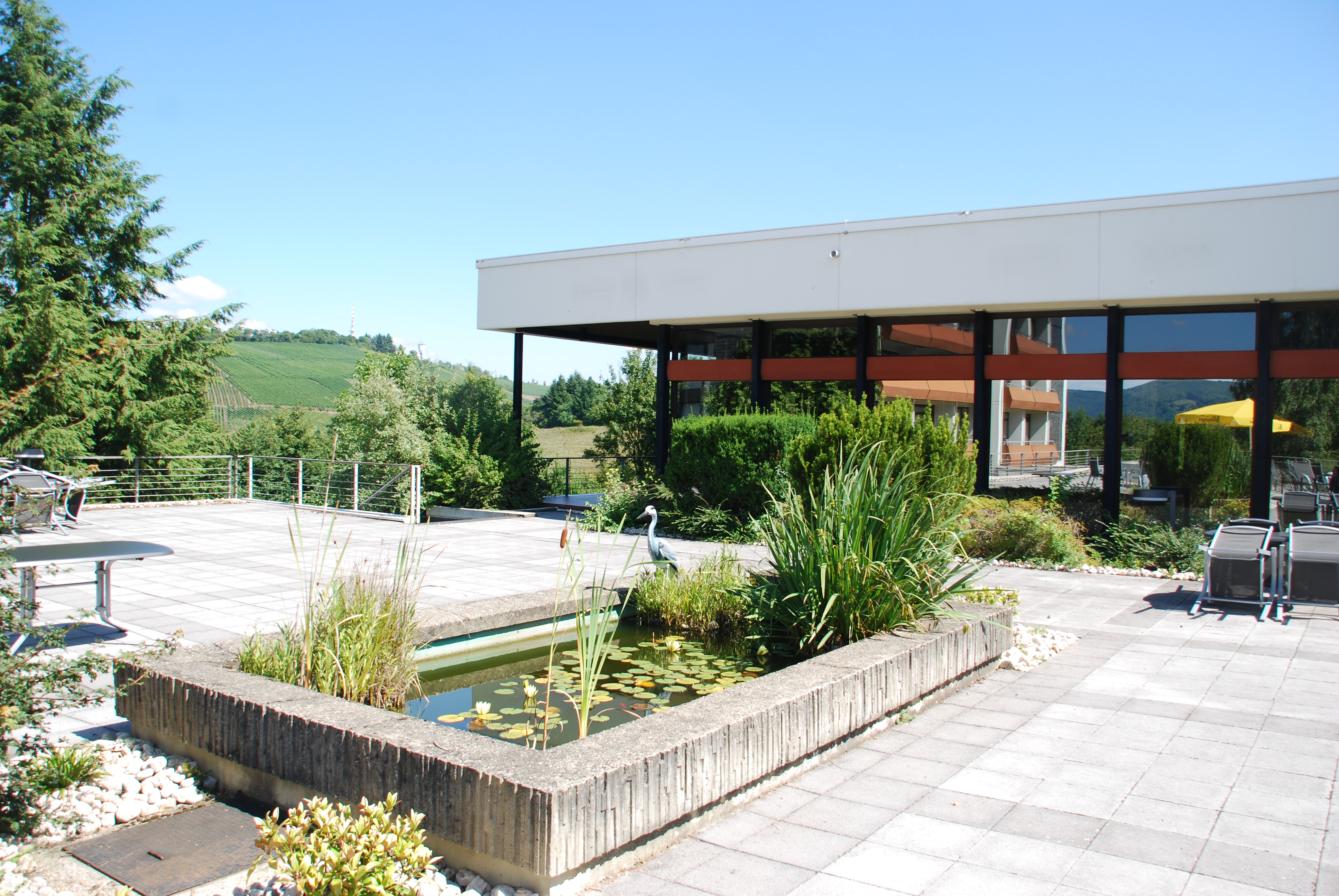
Dachterrasse mit Speisesaal und Moselblick
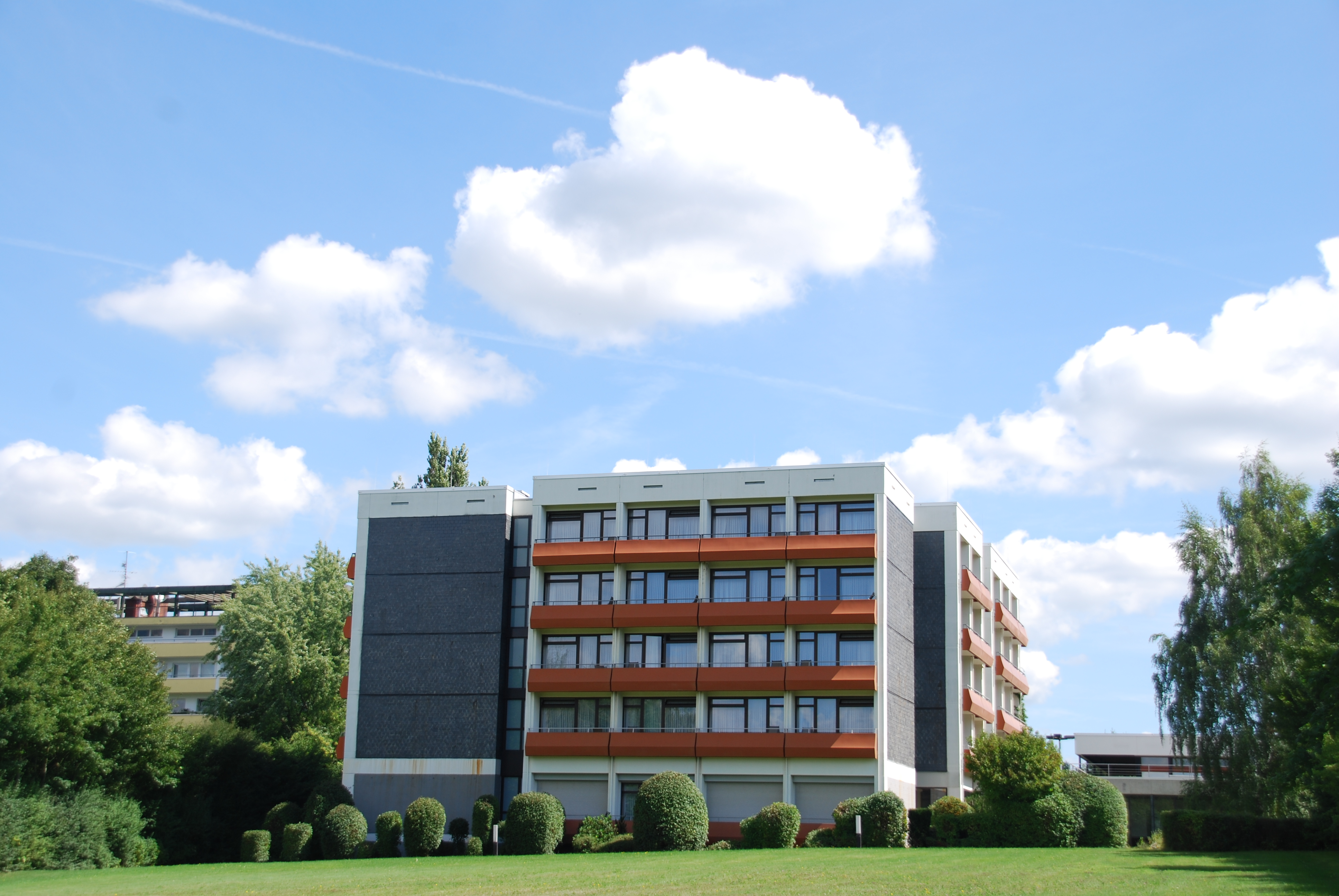
Die Unterkünfte

Tagungsstätte Wustrau

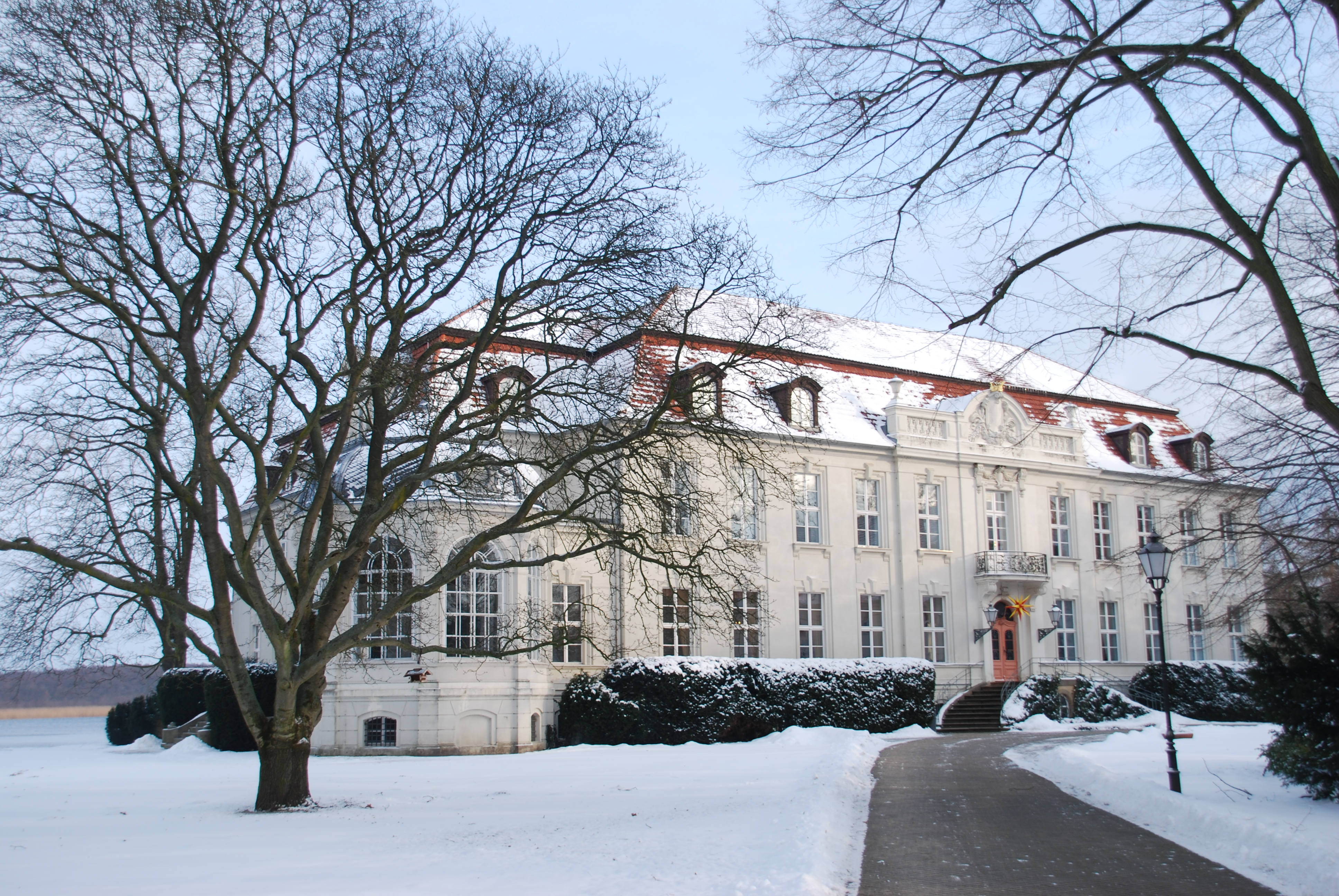
Die Tagungsräume: Das Schloss Wustrau
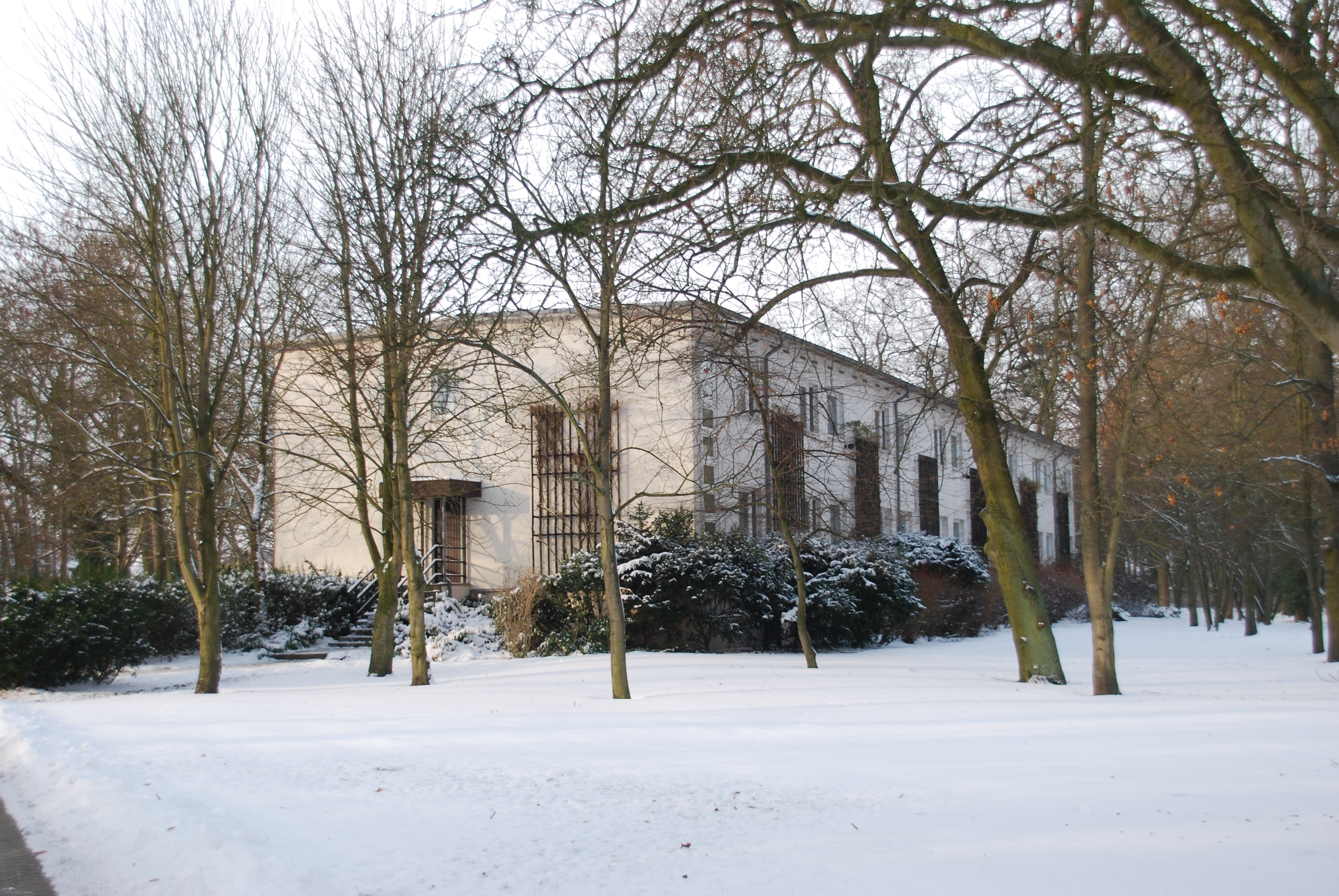
Die Unterkünfte, in separaten Gebäuden gelegen.
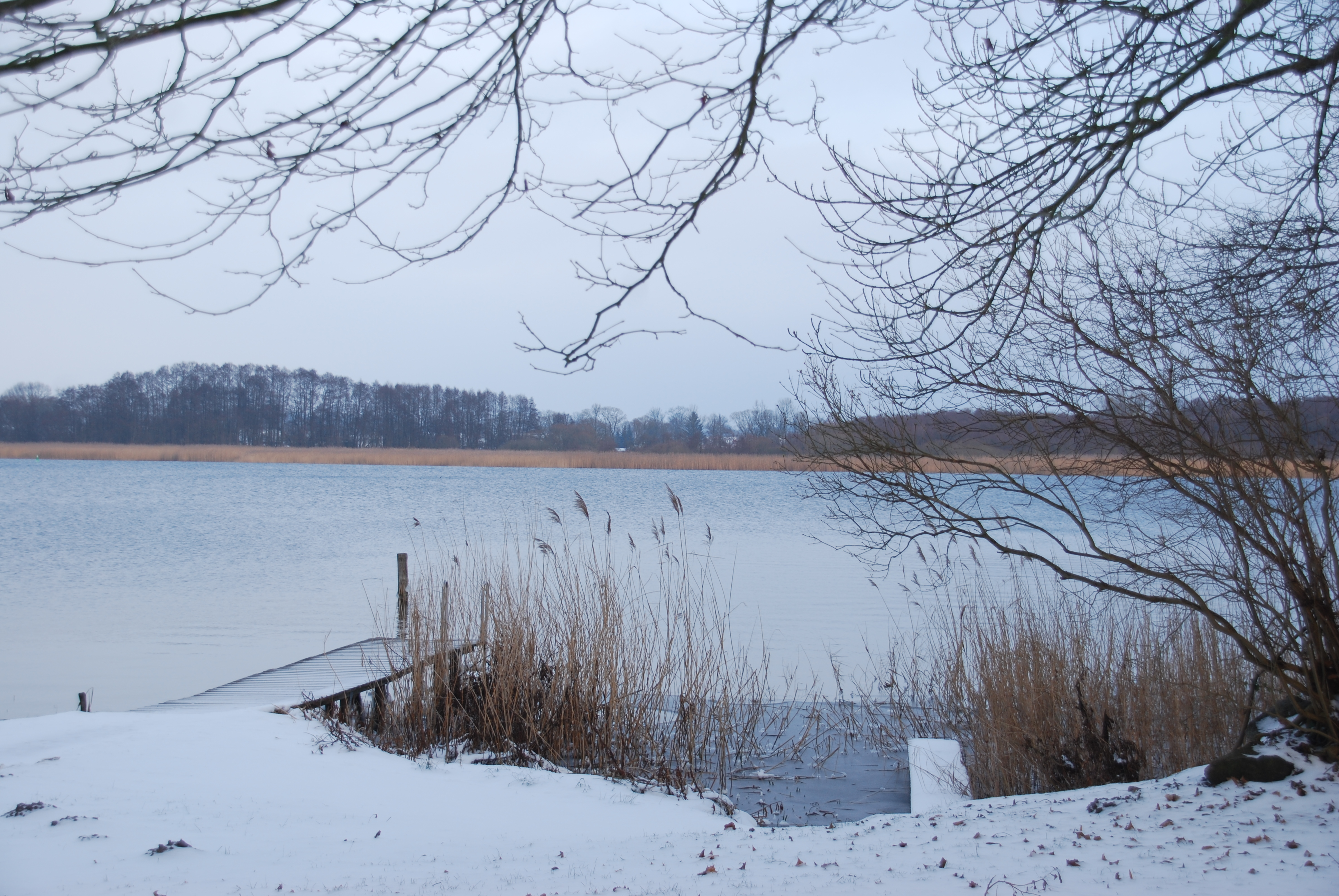
Schlosspark: Anleger am Ruppiner See.
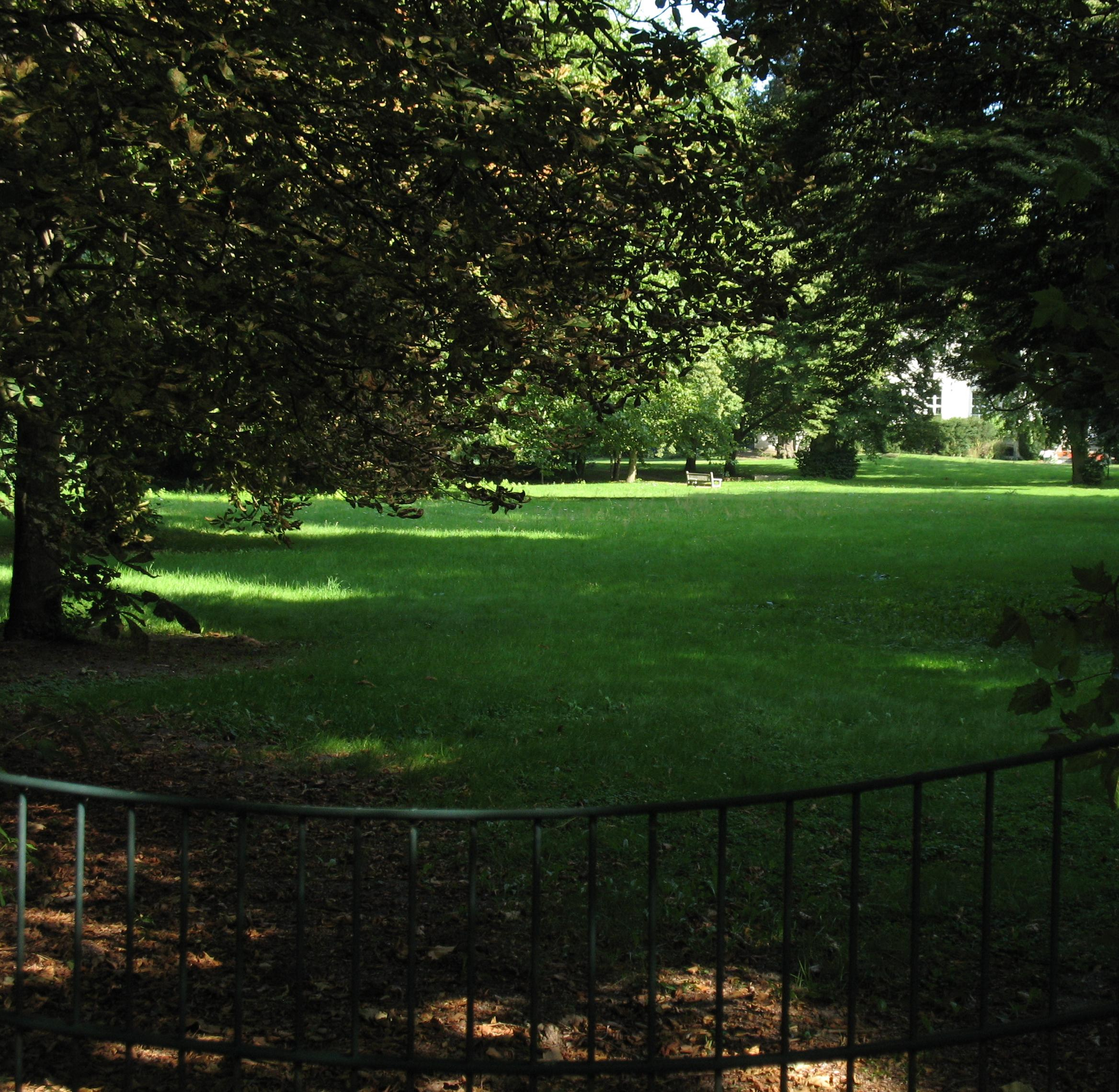
Landschaftspark am Schloss